# Épée d'Osman

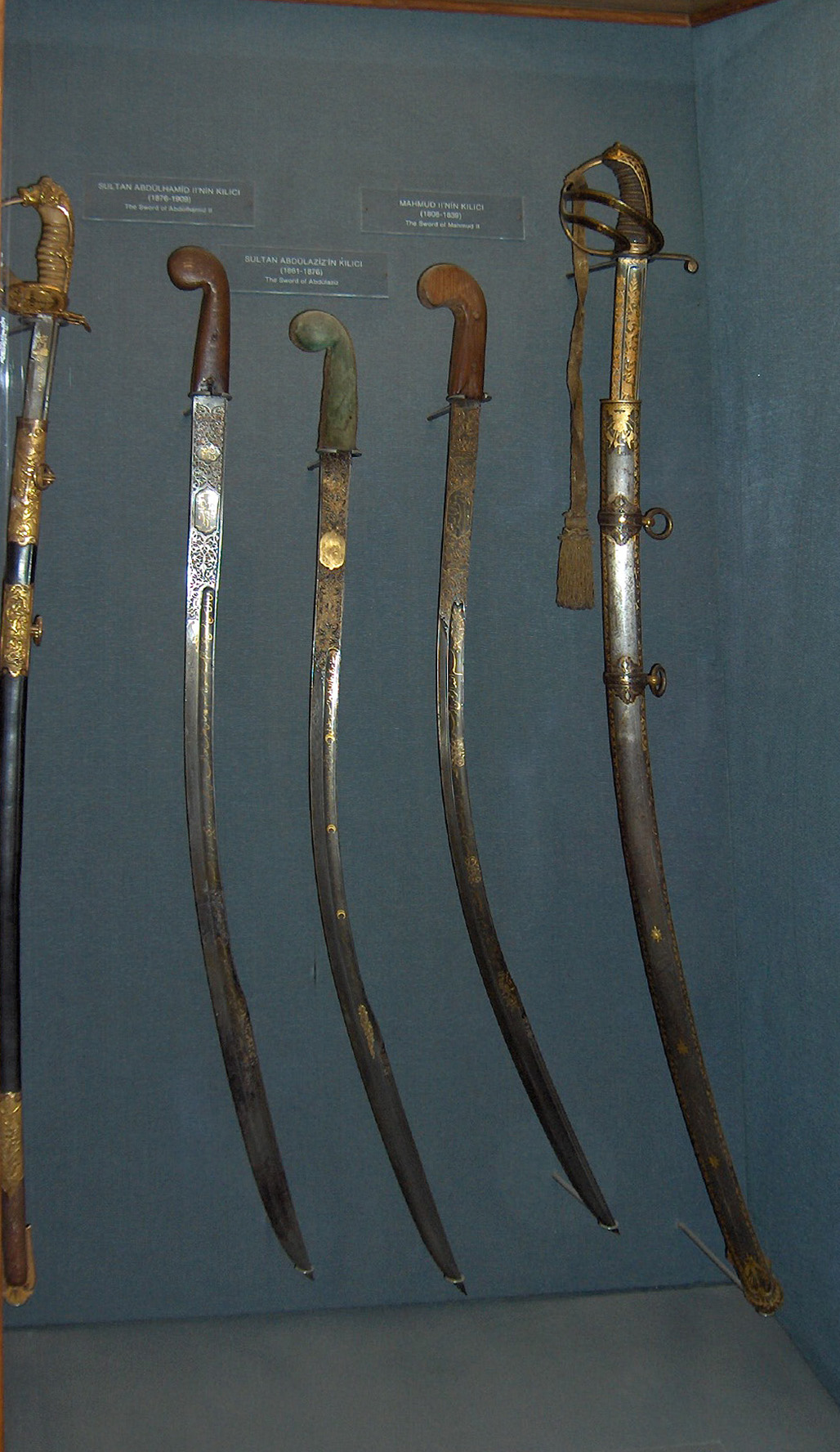
Différentes épées des sultans ottomans.

L’épée d'Osman (turc : Osman Kılıcı ou Taklide-Seif) est une importante arme de cérémonie utilisée pendant le couronnement du sultan de l'empire ottoman.
L'épée tient son nom d'Osman Ier, fondateur de la dynastie ottomane. Son emploi a débuté lorsqu'Osman Ier fut ceint de l'épée de l'Islam par son mentor et père adoptif, Sheikh Edébali. L'intronisation par l'épée d'Osman était une cérémonie essentielle qui devait se tenir dans les deux semaines suivant l'accession du sultan au trône. Elle avait lieu dans la nécropole d'Eyüp, sur la Corne d'Or dans la capitale Constantinople. Même si le voyage depuis le palais de Topkapı, où résidait le sultan, était court, le voyage en bateau se faisait en grande pompe. La nécropole d'Eyüp avait été construite par Mehmed II en mémoire d'Abu Ayyub al-Ansari, compagnon de Mahomet mort pendant le premier siège musulman de Constantinople, au VIIe siècle. L'intronisation par l'épée avait donc lieu sur une terre sacrée et liait le nouveau sultan à la fois à ses ancêtres du XIIIe siècle et à la personne même du prophète.
Le fait que l'emblème de l'intronisation du sultan était une épée était hautement symbolique : cela montrait que l'office dans lequel il était intronisé était d'abord et avant tout celui d'un guerrier. Le sultan était ceint de l'épée par le chérif de Konya, derviche mevlevi convoqué à Constantinople dans ce but. Ce privilège était réservé aux membres de cet ordre soufi depuis l'époque où Osman avait installé sa résidence à Söğüt en 1299, avant que la capitale ne fût déplacée à Bursa, puis à Constantinople.
Jusqu'à la fin du XIXe siècle, les non-musulmans ne pouvaient pas entrer dans la mosquée d'Eyüp pour assister à la cérémonie. Le premier à rompre avec cette tradition fut Mehmed V, dont la cérémonie d'intronisation fut ouverte à toutes les croyances. Le 10 mai 1909, elle eut lieu en présence de représentants de toutes les communautés religieuses de l'empire, en particulier le patriarche orthodoxe grec, le grand rabbin et des représentants de l'église arménienne. Le fait que des non-musulmans étaient autorisés à assister à la cérémonie permit au New York Times d'en faire un compte rendu très détaillé.
Le frère et successeur de Mehmet V, Mehmed VI, alla encore plus loin en autorisant le filmage de la cérémonie. Comme ce fut le dernier sultan ottoman à régner, elle est la seule qui ait été jamais filmée.